# Sarota lasciva
Sarota lasciva is een vlindersoort uit de familie van de prachtvlinders (Riodinidae), onderfamilie Riodininae.
Sarota lasciva werd in 1911 beschreven door Stichel.